# Arendalsveckan
Arendalsveckan (norska: Arendalsuka) är ett evenemang i Arendal i Norge, som motsvarar Almedalsveckan i Sverige.